# Juli Exsuperanci
Juli Exsuperanci o Juli Exsuperanti (en llatí Julius Exsuperantius) va ser un historiador romà sobre el que no en tenim cap informació, però segons el seu estil, va florir cap al segle v o segle vi.
Sota el seu nom s'ha conservat un tractat breu que porta per nom De Marii, Lepidi, ac Sertorii bellis civilibus, que alguns suposen que és una abreviació de les històries de Sal·lusti.